# Hybanthus potosinus
Hybanthus potosinus là một loài thực vật có hoa trong họ Hoa tím. Loài này được C.V. Morton mô tả khoa học đầu tiên năm 1944.